# Diarium Europeum
El Diarium Europaeum o Diarium Europaeum insertis actis electoriis fue una publicación periódica del siglo XVII, precursora del moderno periodismo, fundada por Martín Meyer con el seudónimo de Philemerus Irenicus Elisius. 

## Autor
Poco se sabe de este personaje. Se cree que nació en Haynau (Silesia) hacia 1630 y estudió en Liegnitz y se identifica a sí mismo en sus obras como filólogo e historiador aunque admite no tener ningún título oficial. Murió hacia 1669.

## Historia
El primer volumen que comprende los años de 1657 y 1658, apareció en 1659. A partir del número 20 ya no están firmados por Elisius, por lo que se supone que murió hacia 1669 y su obra fue continuada por otro autor.
La parte 30, que comprende los años 1672 y 1673 fue la primera de la nueva organización de la publicación, llamada Diarii Europaei, la cual se distingue de la primera en que al relatar los sucesos sigue el orden de materias en vez de seguir el orden cronológico.
El último volumen (45), relata los sucesos acaecidos hasta el año 1681, apareciendo en 1683.
El propietario del Diarium Europaeum fue el librero de Fráncfort del Meno, Wilhelm Serlin, en colaboración con Johann William Ammon.
Del mismo talante fue la publicación Theatrum Europaeum propiedad de Matthäus Merian el Joven (1621-1687) e impresa en Fráncfort del Meno por Johann Görlin.

## Relevancia
La importancia de estas obras es que cuentan la historia día a día, tal como iban transcurriendo. La intención era contar

Hechos importantes sobre el reino, las cosas, y los actos.

Así, se narran guerras, tratados, alianzas; campañas, batallas, escaramuzas y emboscadas; asedios, asaltos y pillajes de ciudades, puertos y fortalezas. Movimientos de tropas, pérdidas, municiones; crónicas de sociedad, reuniones, matrimonios, muertes; juicios, condenas, ejecuciones.
En cualquier lugar de Europa: Francia, Inglaterra, España, Italia, Escandinavia, Polonia, Rusia y Alemania. Diariamente durante 25 años.
Al igual que un periódico moderno, se ilustraba con dibujos y esquemas de los hechos, mapas, planos, y retratos de los personajes.
Todo ello día a día, lo cual supone un esfuerzo grandioso de organización y coordinación.
Esta magna obra no estaba exenta de errores, principalmente debido a la equivocación de nombres y lugares por parte de los diferentes cronistas. A pesar de ello es una fuente detalladísima de los acontecimientos sucedidos durante la segunda mitad del siglo XVII.

## Obras de Martín Meyer
- Actorum & gestorum Sueco-Polonicorum Semestrale (Descripción de la guerra Suecia-Polonia en 1655).
- Europäische Geschichtserzählung (Narración histórica de Europa). 1660-1661
- Traducción de Johann Sommers See- und Land-Reyß nach der Levante (Viaje naval y terrestre de Johann Sommer hacia Levante). 1664
- Ortelius redivivus et continuatus oder Beschreibung der Ungarischen Kriegsempörungen. 1665.
- Londorpius suppletus et redivivus. 1665-1667.
- Theatrum Europaeum, vol. 8-10. 1667-1677.
- Gottfried Schultzens zum zweytenmale continuirte historische Chronica. 1671.